# 神海丸
神海丸（しんかいまる）は、島根県が運航している漁業練習船である。島根県立浜田水産高等学校と島根県立隠岐水産高等学校が使用している。

## 概要
神海丸 (3代)の代船としてヤマニシで建造され、2012年11月21日に進水、2013年3月28日に竣工した。東北地方太平洋沖地震の津波により甚大な被害を受けたヤマニシが被災後初めて建造した復興1番船である。船体のラインは島根県と被災地である岩手・宮城・福島の各県の県旗の地色となっており、船首側から島根県（紅）、岩手県（青）、宮城県（緑）、福島県（橙）の順で、島根県旗のマークで結びつけられたデザインとなっている。
日本近海で、イカ漁の実習を実施している。ハワイへの遠洋航海で、船の運航やマグロ延縄漁業の実習を実施している。航海実習では、北海道方面への北回り航海と沖縄方面への南回り航海を隔年で実施している。

## 略歴
- 1997年（平成9年）2月- 3代目竣工[5]
- 2013年（平成25年）3月- 4代目竣工[5]

## エピソード
- しまねっこが描かれた「神海丸応援フラッグ」と名付けられた旗が入港時は掲げられる[3]。また、船体にもしまねっこが描かれている[1]。
- 船首の模様は、島根県の魚であるトビウオをイメージしていて、島根県の県旗の地色で描かれている[3]。
- 2009年の第12回全国児童生徒地図優秀作品展にて、生徒が製作した「がんばれ！　まぐろ実習 -日本至ハワイ諸島 立体海図-」が国土地理院長賞を受賞した[6]。

## 画像

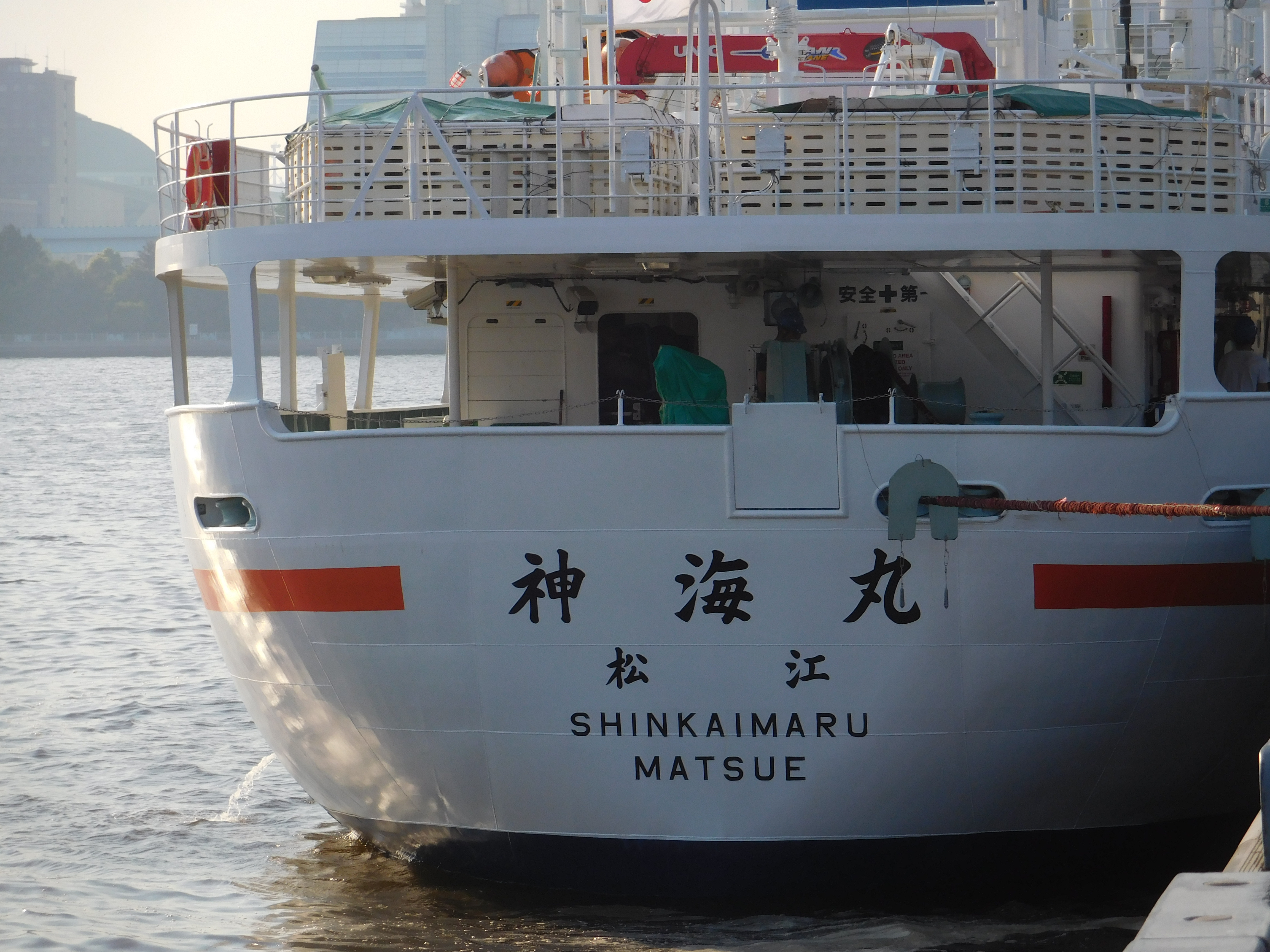
船尾
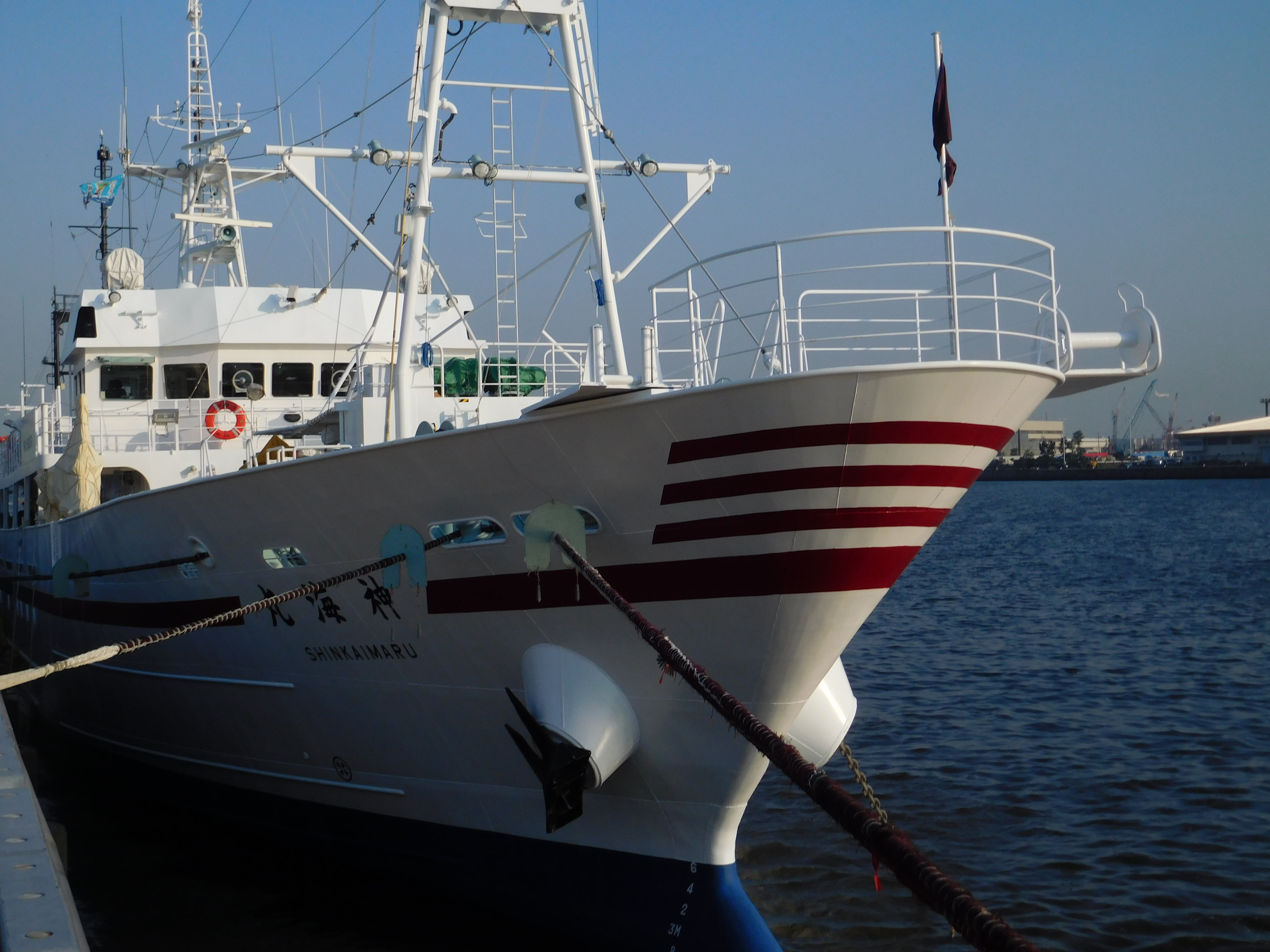
船首
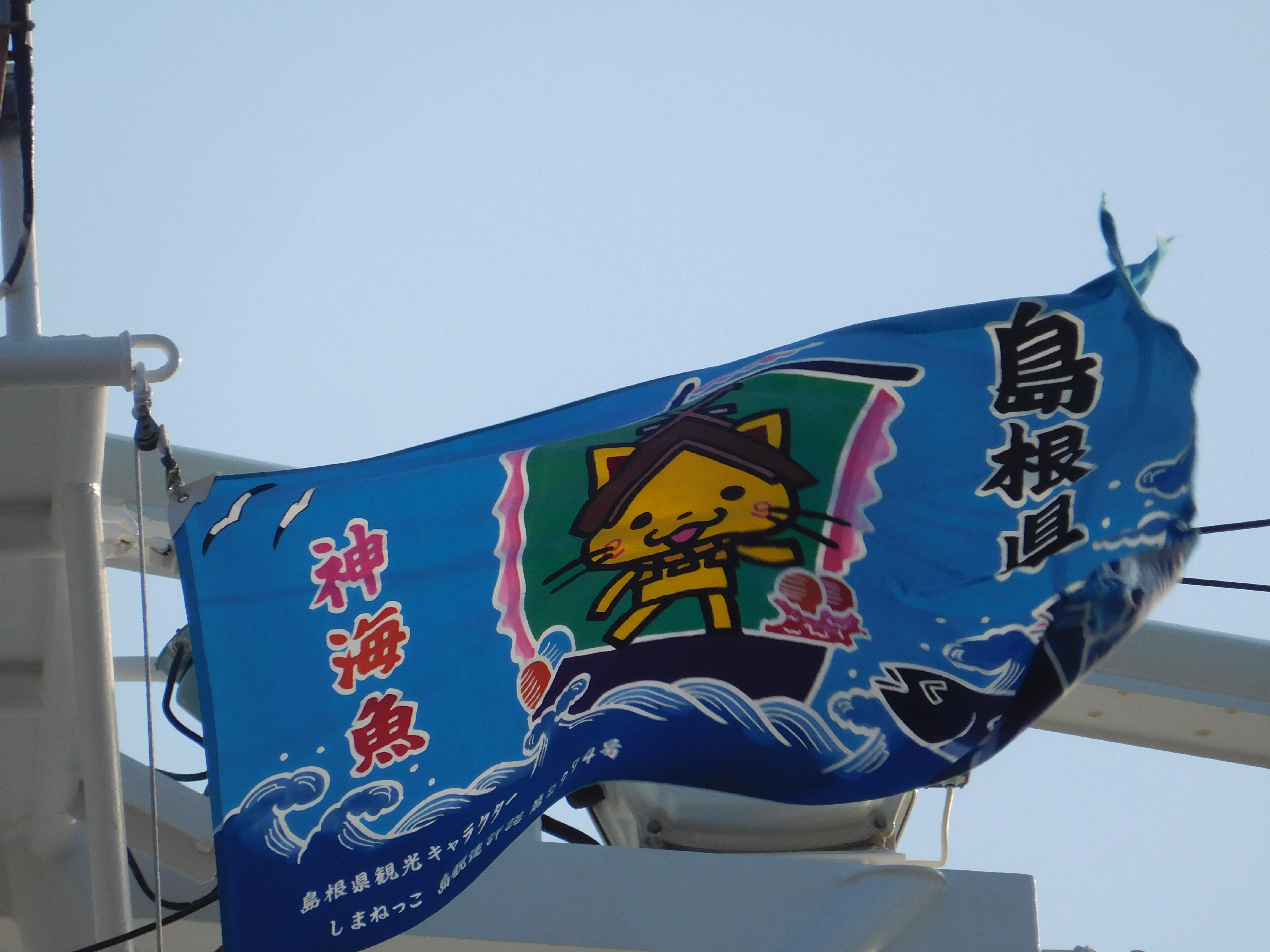
神海丸応援フラッグ
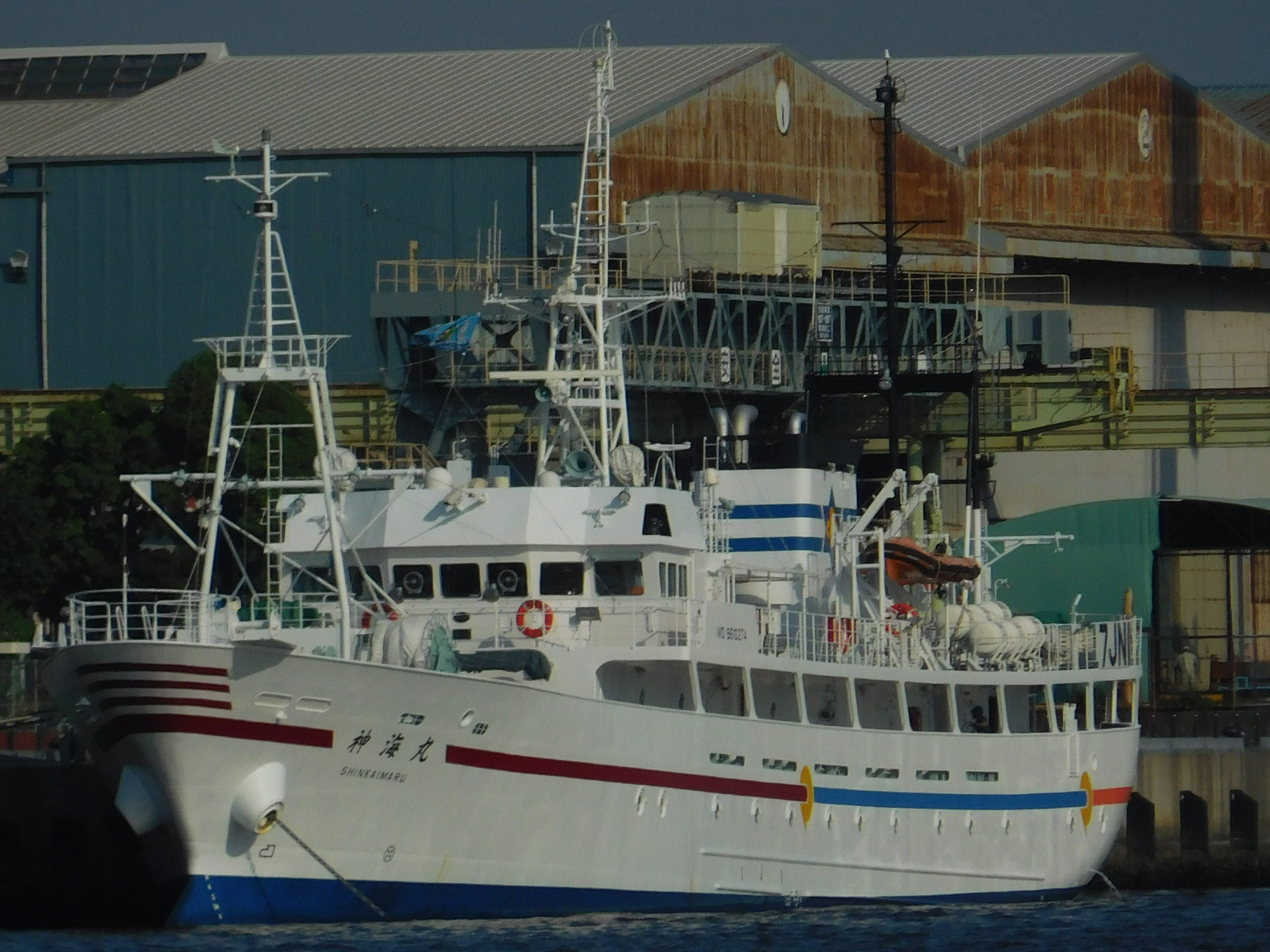
前から
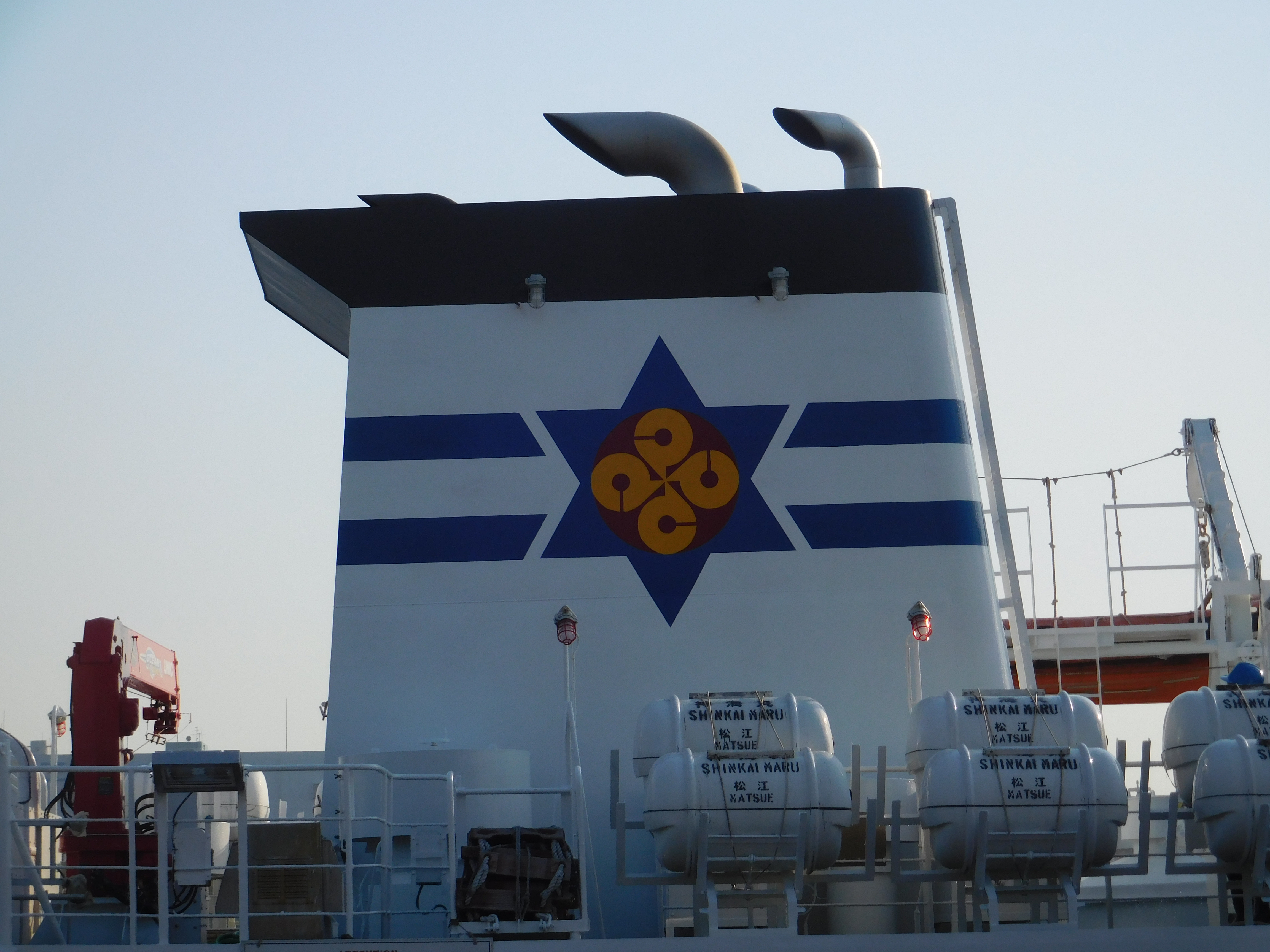
煙突
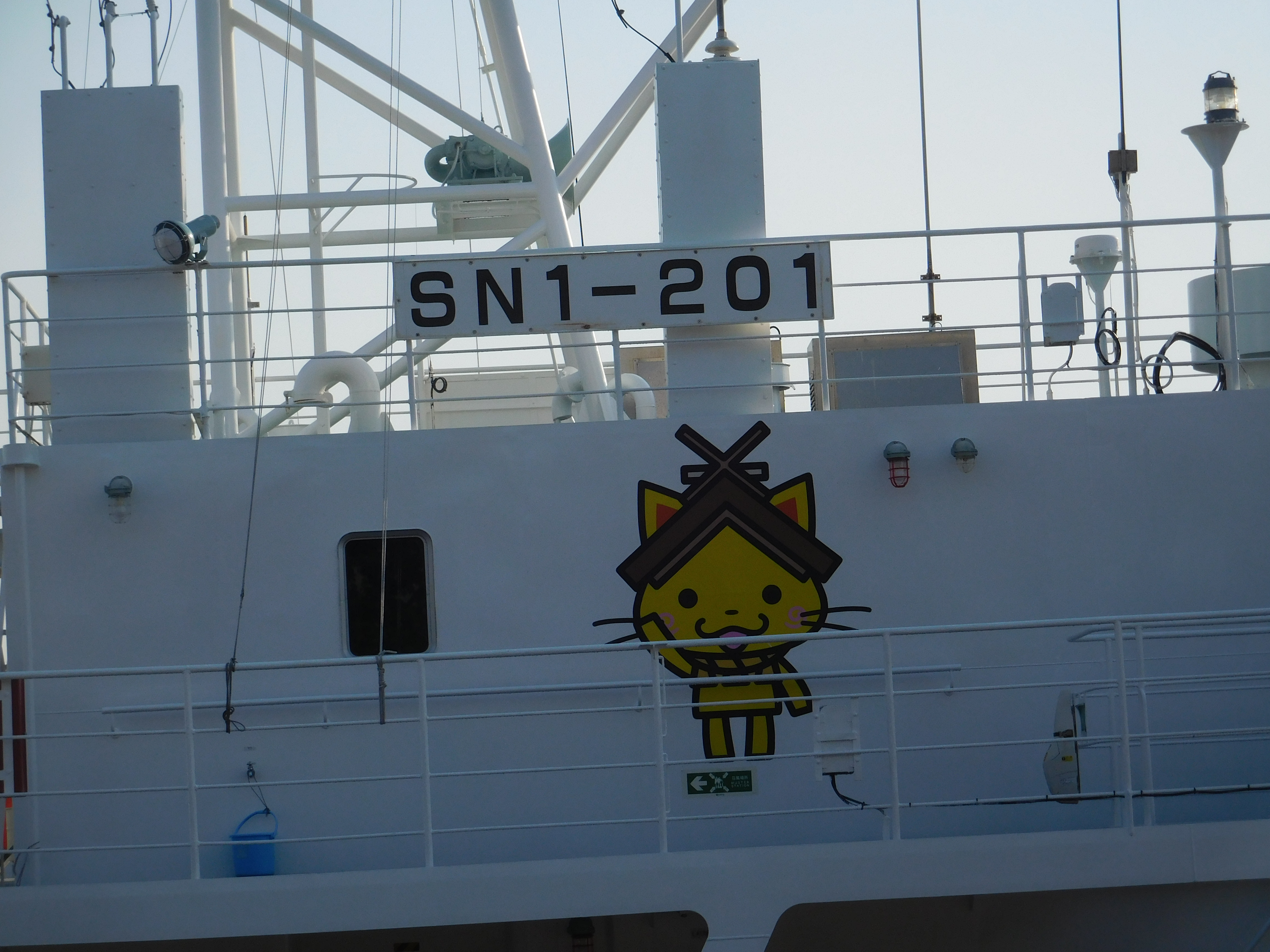
船体のイラスト
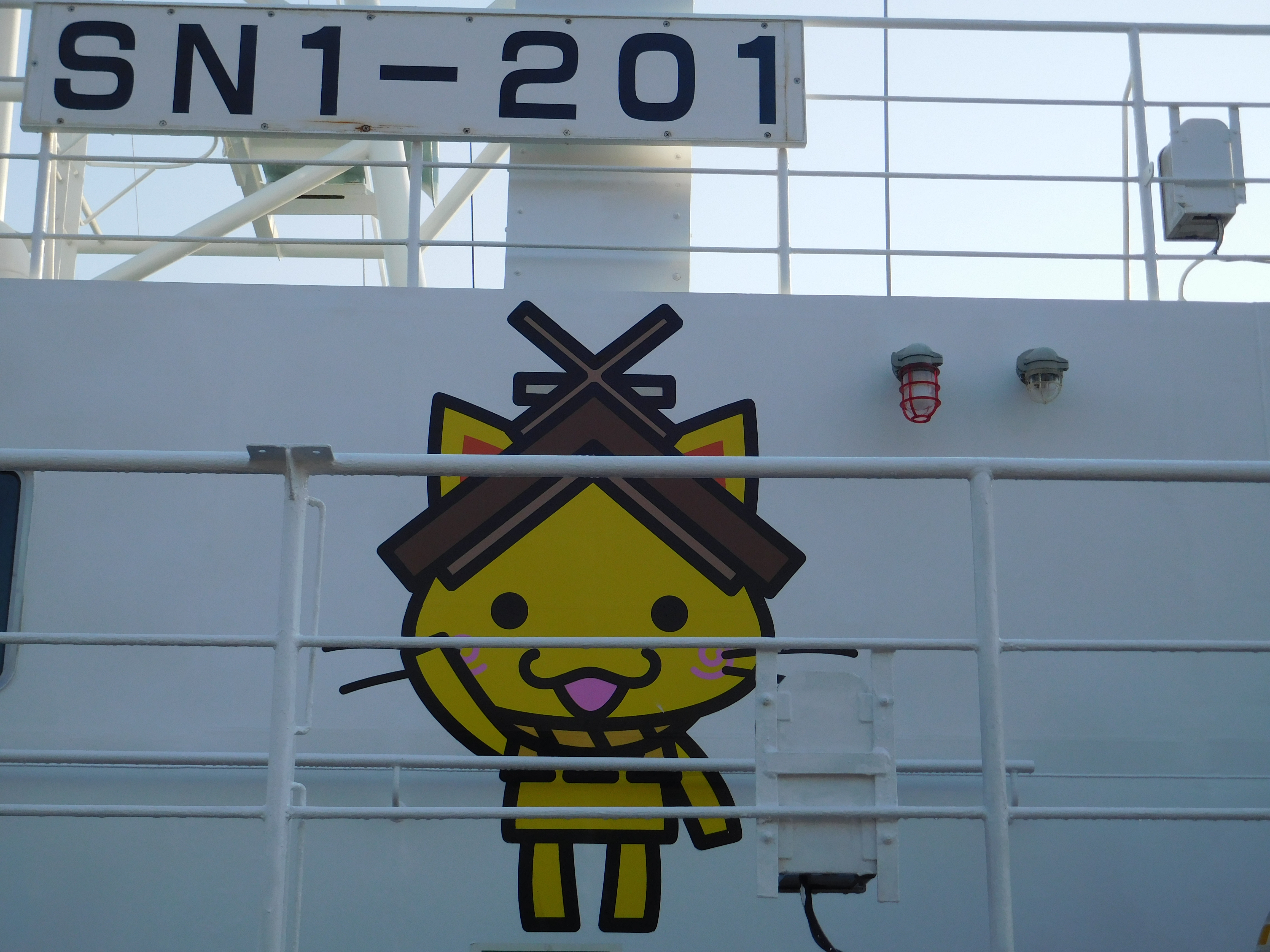
船体のイラスト